# Walter Tiemann

Walter Tiemann (vor 1911)

Walter Tiemann (* 29. Januar 1876 in Delitzsch; † 12. September 1951 in Leipzig) war ein deutscher Buchkünstler, Typograf, Grafiker und Illustrator.

## Leben
Walter Tiemann wurde als Sohn des Kaufmanns Gustav Tiemann (* 1837) und der Albertine Marie geb. Offenhauer (* 1847) in Delitzsch geboren. 1887 übersiedelte die Familie nach Leipzig, wo Walter Tiemann von 1886 bis 1893 das Königliche Gymnasium besuchte. 1894 begann er sein Studium an der Königlichen Akademie für graphische Künste und Buchgewerbe in Leipzig. Nach zwei Jahren wechselte er nach Dresden, später folgte ein Studienaufenthalt in Paris.
1897 gewann Tiemann einen Plakatwettbewerb für die sächsisch-thüringische Ausstellung; 1903 kehrte er als Lehrer der Meisterklasse für Buchgewerbe, Illustration, freie und angewandte Grafik an die Leipziger Akademie zurück.
1905 kam der Kontakt mit der Offenbacher Schriftgießerei Gebr. Klingspor zustande, in der alle von Tiemann entworfene Schriften erschienen. 1907 gründete er zusammen mit seinem Freund seit Jugendtagen Carl Ernst Poeschel die Janus-Presse, die erste deutsche Privatpresse der Buchkunstbewegung, für die er auch die Schrift (Janus-Pressen-Schrift) entwarf.

Kleinplakat von Walter Tiemann für die Bugra 1914

In der Folgezeit avancierte Tiemann zu einem der gefragtesten Buchkünstler Deutschlands und wurde von zahlreichen Verlagen mit der Gestaltung von Bucheinbänden, Titeln, Vignetten und Illustrationen beauftragt. 1914 fand in Leipzig die Internationale Ausstellung für Buchgewerbe und Grafik (Bugra) statt, an der Walter Tiemann als Juror mitwirkte. Leiter des Ausschusses für Bucheinbände war der Fabrikant Max Enders, Inhaber der Leipziger Großbuchbinderei E.A. Enders. Er hatte 1911 eine Abteilung für Handeinband eingerichtet und Walter Tiemann als künstlerischen Leiter engagiert. Tiemann hatte die Position bis 1924 inne und war maßgeblich am Erfolg der Handbuchbinderei beteiligt

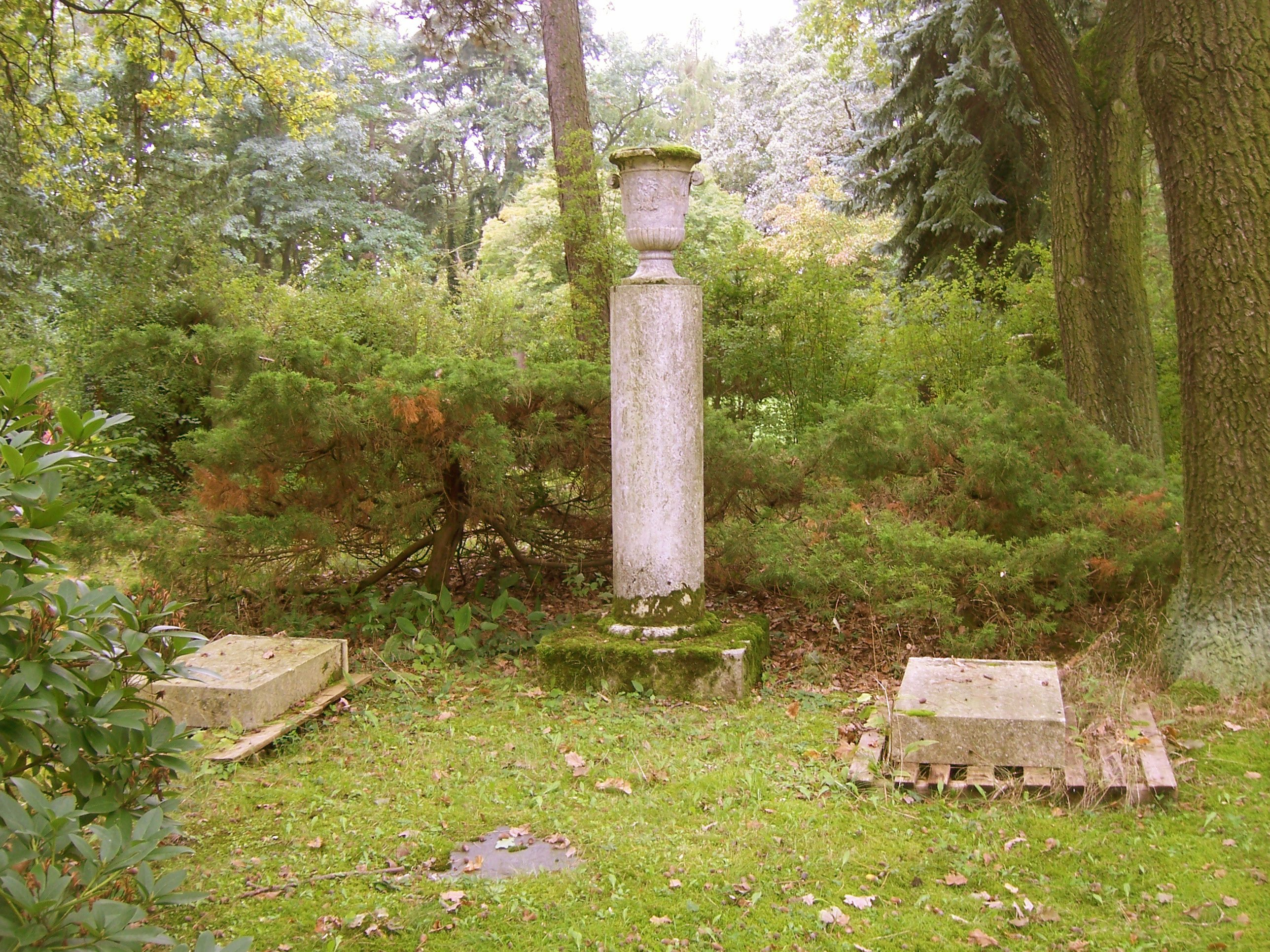
Grabstätte Walter Tiemann auf dem Südfriedhof in Leipzig

1920 wurde Walter Tiemann Direktor der Staatlichen Akademie für graphische Künste und Buchgewerbe. Anlässlich seines 50. Geburtstags im Jahr 1926 erhielt er die Ehrendoktorwürde der Leipziger Universität. Die Zwanziger Jahre waren für ihn dennoch eine schwierige Zeit. Die junge Generation erkannte die Vorgaben der etablierten Typografen nicht mehr an und es kam zum Konflikt mit den Vertretern der elementaren Typografie, namentlich Jan Tschichold, der zuvor bei Tiemann, Hermann Delitsch und Hugo Steiner-Prag studiert hatte.
1940 ging Walter Tiemann in den vorläufigen Ruhestand. In der Endphase des Zweiten Weltkriegs nahm ihn Adolf Hitler im August 1944 in die Gottbegnadeten-Liste auf, was ihn von einem Kriegseinsatz, auch an der Heimatfront befreite.
Nach dem Kriegsende, im August 1945, übernahm er erneut bis Februar 1946 kommissarisch die Leitung der Akademie.
Walter Tiemann war seit Anfang der 1920er Jahre mit der Schauspielerin Susanne Wildhagen (1892–1952) verheiratet, Tochter des Justizrats Georg Wildhagen und der Schriftstellerin Else geb. Friedrich sowie Enkelin des Schriftstellerpaares Hermann Friedrich Friedrich und Emmy von Rhoden. Ihr einziges gemeinsames Kind, der 1923 geborene Sohn Johann Christian Tiemann, fiel 1945 im Zweiten Weltkrieg 22-jährig.

## Werk
Walter Tiemann prägte vor 1914 das Erscheinungsbild des Insel Verlages (ab ca. 1903), des Julius Zeitler Verlages, des Hyperion-Verlags, des Kurt Wolff Verlags und des Rowohlt Verlags. Des Weiteren arbeitete er für Rütten & Loening in Potsdam, S. Fischer in Frankfurt am Main, Eugen Diederichs in Jena und Albert Langen in München. Bekannte Verlags- und Zeitschriftensignete nach seinen Entwürfen sind das 'ERV'-Signet des Rowohlt-Verlags (1910), die Signete der Zeitschriften Hyperion (1908) und Der Zwiebelfisch (1909), der Hundertdrucke, einiger Buchreihen des Insel Verlags, wie der Insel-Bücherei oder der Pandora, u. v. m. Tiemanns Gestaltungen gehören dem Übergang vom floral geprägten Jugendstil-Buch hin zur typografischen, weitgehend vom Buchschmuck befreiten Buchgestaltung an. Wichtig waren die Freundschaften mit dem Druckereibesitzer Carl Ernst Poeschel und dem Schriftgießerei-Betreiber Karl Klingspor.
Tafelbilder (Auswahl)
- Bildnis Prof. Hans Soltmann (Öl, um 1936)[5]

- Herrenbildnis (Öl; 1946/1947 ausgestellt auf der Ausstellung „Mitteldeutsche Kunst“ in Leipzig)[6]

## Nachlass
Ein Teil von Walter Tiemanns Nachlass befindet sich im Deutschen Buch- und Schriftmuseum der Deutschen Nationalbibliothek in Leipzig.

## Verzeichnis der Tiemann-Schriften
- Janus-Pressen-Schrift (1907) (im Zusammenwirken mit Carl Ernst Poeschel)
- Tiemann-Mediäval (1906–1909)
- Tiemann-Mediäval kursiv (1910–1912)
- Tiemann-Fraktur (1912–1914)
- Peter Schlemihl (1912–1914)
- Narziß (1915–1921)
- Tiemann-Gotisch (1917–1924)
- Tiemann Antiqua (1922–1923)
- Tiemann-Antiqua-kursiv (1923–1925)
- Kleist-Fraktur (1926–1928)
- Fichte-Fraktur (1933–1935)
- Orpheus (1926–1928)
- Daphnis (1928–1929)
- Orpheus kursiv (1929–1935)

Alle Schriften erschienen in der Schriftgießerei Gebr. Klingspor, Offenbach.

## Sicher belegte Teilnahme an Ausstellungen in der Zeit des Nationalsozialismus
- 1936: Dresden, Brühlsche Terrasse und Städtische Kunsthalle („Kunstausstellung Dresden“)
- 1937/1938: Leipzig, Museum der bildenden Künste („7. Große Leipziger Kunstausstellung. Leipziger Künstler unserer Zeit“)
- 1939: Wurzen, Stadthaus („5. Wurzener Kunstausstellung“)
- 1942 und 1943: Leipzig, Museum der bildenden Künste („Große Leipziger Kunstausstellung“)

## Walter-Tiemann-Preis
Seit 1992 vergibt der Verein zur Förderung von Grafik und Druckkunst Leipzig e. V. im zweijährlichen Rhythmus (alle geraden Jahre) den Walter-Tiemann-Preis. Aus dem Informationstexts des Vereins:
Mit dem Preis wird vorrangig die Gestaltungsleistung von Typografen und Illustratoren gewürdigt. Der Wettbewerb richtet sich an jene, die außerhalb der etablierten Verlage Innovationsräume schaffen und mit großem Engagement ihre künstlerischen Ideen verwirklichen.
Durch Auseinandersetzungen mit Möglichkeiten der Text- und Bildvermittlung über elektronische Medien ergeben sich auch für die künstlerische Arbeit am Buch neue Ansätze. Von der Funktion der reinen Wissensvermittlung entlastet öffnen sich für das Buch Wege, auf denen die Spezifik des Mediums bewusst untersucht werden kann.